# Erissus fuscus
Erissus fuscus är en spindelart som beskrevs av Simon 1929. Erissus fuscus ingår i släktet Erissus och familjen krabbspindlar. Inga underarter finns listade i Catalogue of Life.